# جنگ زمستان

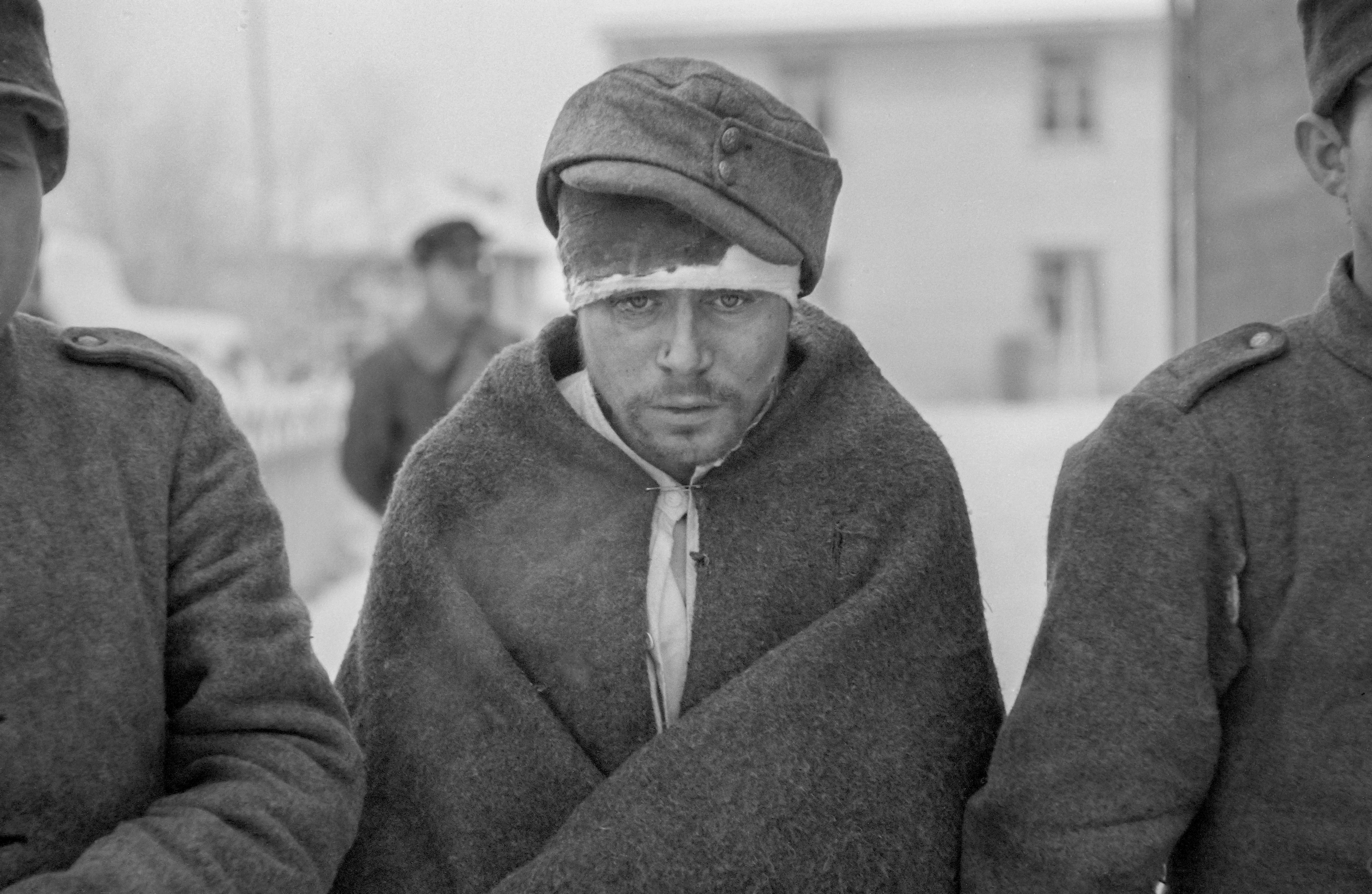
اسرای جنگی اتحاد جماهیر شوروی لباس های نو پوشیده اند، نزدیکِ مدار شمالگان در رووانیمیِ فنلاند، ژانویهٔ ۱۹۴۰.

جنگ زمستان یک درگیری نظامی از نوع جنگ در هوای سرد بین شوروی و فنلاند بود. تهاجم شوروی در ۳۰ نوامبر ۱۹۳۹ یعنی ۳ ماه پس از آغاز جنگ جهانی دوم صورت گرفت. این جنگ در ۱۳ مارس ۱۹۴۰ با امضای پیمان‌نامه صلح مسکو پایان پذیرفت. روز ۱۴ دسامبر ۱۹۳۹ جامعه ملل ضمن غیرقانونی خواندن تجاوز شوروی به فنلاند، این کشور را از عضویت خود اخراج کرد.

## پیش‌زمینه
فنلاند تا اوایل سده نوزدهم یکی از استان‌های امپراتوری سوئد به حساب می‌آمد. پس از وقوع چندین جنگ بین دو طرف، در نهایت سال ۱۸۰۹ بر طبق پیمان هامینا، فنلاند به عنوان یک دوک‌نشین خودمختار به امپراتوری روسیه ملحق شد. در ابتدای دوران خودمختاری فنلاند مسیر پرسرعت توسعه را طی نمود. این امر با اصلاحاتی که از جانب الکساندر دوم، امپراتور روسیه به وقوع پیوست، شتاب بیشتری در زمینه‌های مختلف به خود گرفت و فنلاند در جریان آن توانست در نهایت نیروهای مسلح خود را داشته باشد. از اوایل سده بیستم جنبش استقلال‌طلبانه در فنلاند شروع به تجلی کرد که با سرکوب‌گری روس‌ها و انحلال نیروهای مسلح آن مواجه گشت. از این رو فنلاندی‌ها اقدام به تشکیل گروه داوطلبان شبه‌نظامی مخفی به کمک آلمانی‌ها نمودند. از این نیروها در جریان جنگ جهانی اول در جبهه شرقی علیه امپراتوری روسیه و بعدها در تشکیل مجدد نیروهای مسلح فنلاند استفاده شد.
پس از شکست امپراتوری روسیه در جنگ جهانی اول و روی کار آمدن کمونیست‌ها در این کشور، ماه دسامبر سال ۱۹۱۷ استقلال فنلاند توسط سنای آن اعلام شد. تا پایان همان ماه دولت ولادیمیر لنین در روسیه شوروی که درگیر جنگ داخلی بود و توان سلطه بر این منطقه را نداشت، نیز به امید بازگشت مختارانه آن به کنترل روس‌ها، استقلال فنلاند را به رسمیت شناخت. بلافاصله پس از استقلال درگیری مسلحانه هواداران کمونیسم موسوم به «سرخ‌ها» به کمک نیروهای روس حاضر در این کشور و مخالفان آن موسوم به «سفیدها» درگرفت که جنگ داخلی فنلاند نامیده شد. این جنگ در نهایت با دخالت آلمانی‌ها و شکست کمونیست‌ها به پایان رسید.
احساسات و اقدامات ضد کمونیستی اثر تعیین‌کننده‌ای بر تحولات سیاسی و اجتماعی فنلاند در دوره میان‌دوجنگ داشت. یکی از مهم‌ترین سرمنشأهای این احساسات روس‌هراسی عمیقی بود که در جامعه فنلاند ریشه دوانده بود؛ به وجهی که این مسئله برابر با وطن‌پرستی تلقی می‌گشت. در طرف دیگر، ملی‌گرایان فنلاندی همواره رؤیای یک‌پارچه‌سازی سرزمین‌های فنلاندی نژاد اراضی همسایه را در سر داشتند. پس از استقلال این جنبش پشتیبانی سیاسی و مقبولیت کسب کرد. با این حال قدرت‌های خارجی از جمله آلمان و بریتانیا، برای حفظ آرامش منطقه و جلوگیری از قدرت گرفتن این کشور، به برنامه‌های توسعه‌طلبانه ملی‌گرایان فنلاندی برای تسخیر کارلیا معترض و با آن مخالف بودند. به هر صورت نیروهای داوطلب فنلاندی بهار سال ۱۹۱۸ سه بار کارلیا را مورد هجوم قرار دادند اما در نهایت به نتیجه‌ای نرسیدند. با وجود میل برخی به ادامه این گونه تهاجمات، فنلاند و روسیه شوروی نهایتاً روز ۱۴ اکتبر سال ۱۹۲۰ با امضای پیمان تارتو، مرز بین دو کشور را مشخصاً تعیین نمودند. بدین شکل دولت فنلاند ماه اکتبر سال ۱۹۲۱ رسماً درخواست علنی دریافت کمک از طرف شورشی‌های ناحیه کارلیا را رد کرد. با این حال روابط دو طرف همچنان سرد باقی ماند.

## خواسته‌های شوروی
مرز فنلاند و شوروی در فاصله چند ده کیلومتری از لنینگراد قرار داشت. سال ۱۹۳۸ کنسول‌گری شوروی نگرانی خود از تهاجم برنامه‌ریزی‌شده آلمان از طریق فلاند را با دولت فنلاند در میان گذاشت. از این کشور خواسته شد جلوی این اقدام آلمانی‌ها را بگیرد و به شوروی اجازه دخالت نظامی مستقیم بدهد. هیچ توافقی حاصل نشد اما فنلاند وعده داد از حاکمیت ارضی خود محافظت کند و به نیروهای هیچ کشوری اجازه عبور از خاک خود را ندهد. شوروی سال ۱۹۳۹ دو بار دیگر خواسته‌های خود را تکرار کرد. در نهایت به فنلاند پیشنهاد شد با دریافت نواحی رپولا و پورایاروی در نواحی شمال‌تر کارلیا که طبق پیمان تارتو به این کشور تعلق نگرفته بود، چند جزیره با موقعیت راهبردی در خلیج فنلاند از جمله سورساری، لاوانساری، تیتاساری و سِیسکاری را به شوروی بسپارد. شوروی همچنین خواهان عقب کشیده شدن مرز به سمت غرب تا جزایر کویْویستو بود. فنلاند انتظار تغییرات مرزی بسیار کمتری را داشت. مارشال کارل مانرهیم، فرمانده کل نیروهای دفاعی فنلاند با اشاره به ناتوانی کشورش در دفاع از این جزایر، از این پیشنهاد پشتیبانی می‌کرد. به هر صورت دولت فنلاند با تأکید بر حفظ استقلال و یک‌پارچگی کشور، با آن مخالف کرد.

## اقدامات شوروی
شوروی ماه اوت سال ۱۹۳۹ پیمان مولوتوف-ریبنتروپ را با آلمان به امضا رساند. این توافق به شکل رسمی یک معاهده عدم تعرض بین طرفین بود اما در مفاد سری آن تمامی اروپای شرقی را بین آن‌ها تقسیم می‌کرد. بر این اساس فنلاند و مناطق دیگری به شوروی تعلق گرفت. در پی آغاز جنگ جهانی دوم با تهاجم آلمان به لهستان، شوروی نیز میانه ماه سپتامبر به شرق لهستان حمله برد و آن را به اشغال خود درآورد. شوروی سپس شروع به فشار آوردن بر دیگر کشورها برای دستیابی به سرزمین‌های مشخص‌شده در پیمان با آلمان کرد. کشورهای حوزه دریای بالتیک نخستین قربانی این اقدامات بودند.

## اقدامات فنلاند
با افزایش تنش‌ها در اروپا، فنلاند بیش از پیش احساس خطر می‌کرد. فنلاند آخرین امید خود برای دوری از جنگ را به ایجاد یک اتحادیه بین کشورهای اسکاندیناوی، مخصوصا دریافت کمک از سوئد، گره زد. به هر صورت این امیدها هنگامی که سوئد پائیز سال ۱۹۳۹ زیر فشار شوروی و آلمان اعلام کرد نیروهای نظامی خود را در درگیری‌های آینده کشورهای دیگر دخیل نخواهد کرد، نقش بر آب شد. در این میان عده‌ای در فنلاند همچنان به پیمان‌های بین‌المللی پیشین به‌ویژه پیمان عدم تعرضی که سال ۱۹۳۴ با شوروی امضا شده بود، امید داشتند.
فنلاند با به‌کارگیری صدها داوطلب شروع به احداث استحکامات دفاعی جدیدی در مرز شرقی خود کرد. تا پایان ماه نوامبر سال ۱۹۳۹ چندین مانع ضد تانک و حدود ۱۵۰ پناهگاه بتنی در طول بخش‌های کلیدی این مواضع دفاعی موسوم به خط مانرهیم بنا گردید.

## مذاکرات نهایی
روز ۵ اکتبر سال ۱۹۳۹ نمایندگان فنلاند به منظور مذاکره در ارتباط با اعطای امتیازات مشابه ارضی به شوروی و انعقاد یک پیمان صلح دو طرفه به مسکو رفتند. پایه مذاکرات همچنان معاوضه اراضی و اجاره دادن نقاط راهبردی از طرف فنلاند به شوروی بود. مجددا از فنلاند خواسته شد در صورت جنگ مستقیما از شوروی پشتیبانی کند. استالین به مانرهیم گفت که امکان ندارد فنلاند بی‌طرفف بماند چرا که قدرت‌های بزرگ این اجازه را به آن نخواهند داد. در همین حال آلمان نیز از فنلاند خواست به خواسته شوروی سر نهد؛ در غیر این صورت حمایتی از جانب آلمان دریافت نخواهد کرد. با این حال، بیشتر مردم فنلاند با چنین سازش‌هایی که ناقض تمامیت ارضی کشورشان بود، مخالف بودند. در نهایت فنلاند برخلاف کشورهای بالتیک، حاضر به پذیرش خواسته‌های شوروی نشد. بدین شکل مذاکرات روز ۱۳ نوامبر به شکست انجامید. به هر صورت شوروی از پیش تصمیم به استفاده از زور برای دستیابی به این خواسته‌ها گرفته بود.

## طرح‌ریزی و آماده‌سازی شوروی
شوروی از چند سال پیش از آغاز درگیری شروع به احداث خطوط فرعی راه‌آهن از خط اصلی مورمانسک به سمت مرز فنلاند در غرب کرده بود. بخش‌های کلیدی این خطوط به طرف کوسامو، سووموسالمی، کوهمو و لیئکسا تمرکز داشت. شوروی از همان زمان به صورت آشکاری در حال آماده‌سازی برای تهاجم بود؛ چرا که این خطوط آهن در نواحی با جمعیت بسیار اندک، هیچ هدفی جز انتقال نیرو و تجهیزات نمی‌توانست داشته باشد. به هر صورت تصمیم نهایی برای تهاجم به فنلاند اواخر ماه اکتبر سال ۱۹۳۹ گرفته شد.
پس از آن که طرح محتاطانه‌تر ارتشبد بوریس شاپوشنیکوف، رئیس ستاد کل ارتش سرخ، توسط استالین رد شد، برنامه‌ریزی برای تهاجم شوروی به فنلاند توسط ارتشبد کیریل مرتسکوف، فرمانده منطقه نظامی لنینگرد شوروی صورت پذیرفت. مرتسکوف مبنا را بر این نهاده بود که فنلاندی‌ها مقاومت جدی چندانی نشان نخواهند داد و برتری عددی مطلق شوروی در هر صورت آن‌ها را در هم خواهد شکست.
ارتش هفتم قدرتمندترین ارتش میدانی شوروی از میان چهار ارتشی بود که در این جنگ به‌کار گرفته می‌شد. این ارتش موظف به شکستن مواضع دفاعی خط مانرهیم در باریکه کارلیا بود. ارتش هشتم شوروی مأمور به حرکت از جانب شرقی دریاچه لادوگا، چرخش به سمت جنوب غربی از شمال این دریاچه و محاصره کردن مدافعان خط مانرهیم شد. ارتش نهم شوروی که در اراضی شمالی‌تر مستقر بود و دفاع ضعیف بخش مرکزی خط مقدم فنلاندی‌ها را در مقابل داشت، می‌بایست از این قسمت به طرف اولو در کرانه خلیج بوتنیا در غرب فنلاند، پیش می‌رفت و این کشور را به دو نیم می‌کرد. ارتش چهاردهم شوروی که در غرب مورمانسک قرار داشت، نیز مسئول تصرف پتسامو و اشغال شمال فنلاند شد تا از رسیدن کمک خارجی به این کشور از طریق نروژ و سوئد جلوگیری شود.

## ترکیب یگان‌ها
ترکیب یگان‌های ارتش سرخ در جنگ زمستان (نوامبر ۱۹۳۹):
- منطقه نظامی لنینگراد:

| - - ارتش هفتم: - سپاه ۱۹: - لشکر بیست و چهارم تفنگ‌دار - لشکر چهل و سوم تفنگ‌دار - لشکر هفتادم تفنگ‌دار - لشکر صد و بیست و سوم تفنگ‌دار - تیپ ۴۰ تانک - سپاه ۵۰: - لشکر چهل و نهم تفنگ‌دار - لشکر نودم تفنگ‌دار - لشکر صد و چهل و دوم تفنگ‌دار - تیپ ۳۵ تانک - سپاه ۱۰ تانک: - تیپ ۱ تانک - تیپ ۱۳ تانک - لشکر سیزدهم تفنگ‌دار - لشکر صد و سی و ششم تفنگ‌دار - لشکر صد و پنجاهم کوهستان - تیپ ۲۰ تانک | - - ارتش هشتم: - سپاه ۱: - لشکر صد و سی و نهم تفنگ‌دار - لشکر صد و پنجاه و پنجم - سپاه ۵۶: - لشکر هجدهم تفنگ‌دار - لشکر پنجاه و ششم تفنگ‌دار - لشکر صد و شصت و هشتم تفنگ‌دار - لشکر هفتاد و پنجم تفنگ‌دار - تیپ ۳۴ تانک | - - ارتش نهم: - سپاه ۴۷: - لشکر صد و بیست و دوم تفنگ‌دار - لشکر صد و شصت و سوم تفنگ‌دار - سپاه ویژه: - لشکر چهل و چهارم تفنگ‌دار - لشکر پنجاه و چهارم تفنگ‌دار | - - ارتش چهاردهم: - لشکر چهاردهم تفنگ‌دار - لشکر پنجاه و دوم تفنگ‌دار - لشکر صد و چهارم کوهستان |

## آغاز جنگ
فنلاند حاضر بود در مورد مبادله سرزمینی مذاکره کند اما حاضر به فدا کردن حاکمیتش با واگذاری یک پایگاه نظامی به شوروی نبود. استالین بر واگذاری این پایگاه اصرار می‌ورزید. فنلاندی‌ها ناگزیر استحکامات مرزی با شوروی به طول ۱۴۰ کیلومتر را تحکیم کردند. این خط مرزی به نام خط مانرهایم، به افتخار «کارل گوستاو مانرهایم» فرمانده وقت نیروهای دفاعی فنلاند که به‌خاطر افتخاراتش در جنگ‌های داخلی سال ۱۹۱۷ میلادی با نیروهای بلشویک شناخته می‌شد؛ نام‌گذاری شده بود.
سرانجام، استالین بدون این که اعلان جنگ کند، دستور حمله به این کشور را صادر کرد و جنگ زمستان آغاز شد.
در روز ۳۰ نوامبر سال ۱۹۳۹ میلادی نیروهای ارتش سرخ با ۴۰۰ هزار سرباز، ۱۵۰۰ هواگرد و ۱۵۰۰ تانک به خاک فنلاند حمله کردند. این در حالی بود که فنلاند در مجموع ۲۶۵ هزار سرباز، ۲۷۰ هواگرد و ۲۶ تانک داشت. علی‌رغم عدم توازن قوا و گستردگی جنگ از خلیج فنلاند تا اقیانوس منجمد شمالی ارتش سرخ نتوانست مقاومت فنلاندی‌های را در استحکامات مرزی در هم بشکند و حتی در مناطق شمالی‌تر شکست‌های سختی متحمل شد. تانک‌های ارتش سرخ مکرراً بدون شناسایی کافی و با پشتیبانی ناچیز توپخانه و پیاده‌نظام به‌کارگرفته می‌شدند. این مسئله آن‌ها را به شدت در مقابل توپ‌های ضدتانک و گروه‌های ضدتانک پیاده‌نظام به خوبی استتارشده فنلاندی آسیب‌پذیر می‌کرد.

## پایان نبرد جنگ زمستان

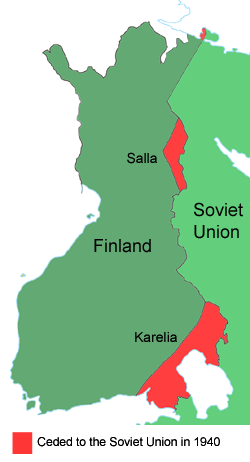
نقشه مناطق داد و ستد شده در طی پیمان صلح، فنلاند شوروی مناطقی که به‌دست شوروی افتاد

سرانجام، ارتش سرخ با میزان تلفات شدیداً بالا توانست بخش‌های از شرق و شمال فنلاند را تصرف کند و در روز ۱۲ مارس سال ۱۹۴۰ با این کشور پیمان صلح را امضا کرد و جنگ زمستان خاتمه یافت.
در نتیجهٔ این صلح‌نامه مناطق کارلیا، سالا و ریباچی از فنلاند به شوروی واگذار شد.
این جنگ بهای گزافی برای استالین داشت زیرا آلمان با نقاط ضعف ارتش سرخ از جمله فرماندهی بی‌تدبیرانه آن و ضعف روحیه سربازان شوروی آشنا شد و هنگام حمله به شوروی در ۲۲ ژوئن سال ۱۹۴۱ میلادی، از این اطلاعات بهره برد.

## نگارخانه

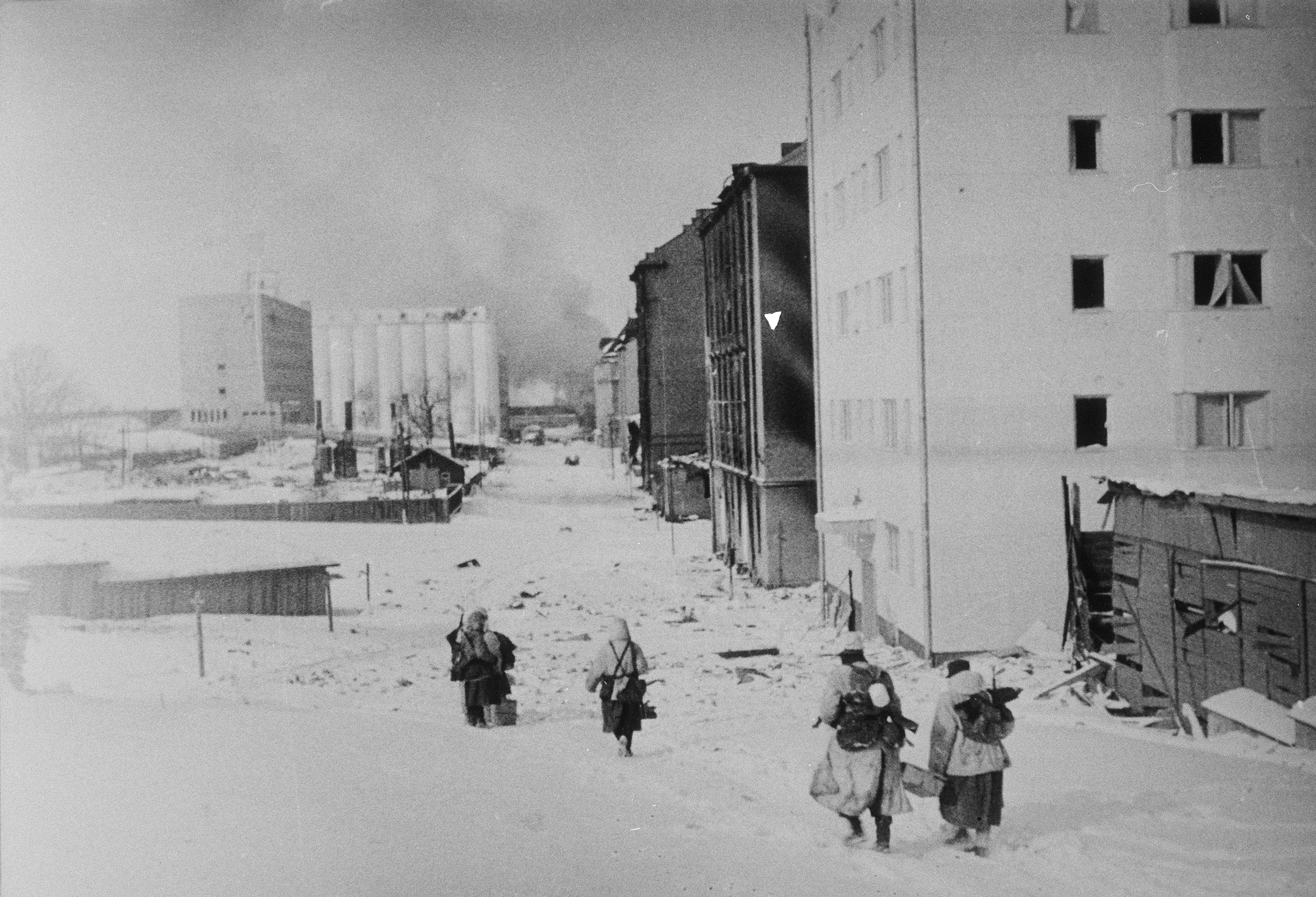
سربازان فنلاندی هنگام بازگشت به خط جداسازی، ویبورگ، ۱۳ مارس ۱۹۴۰

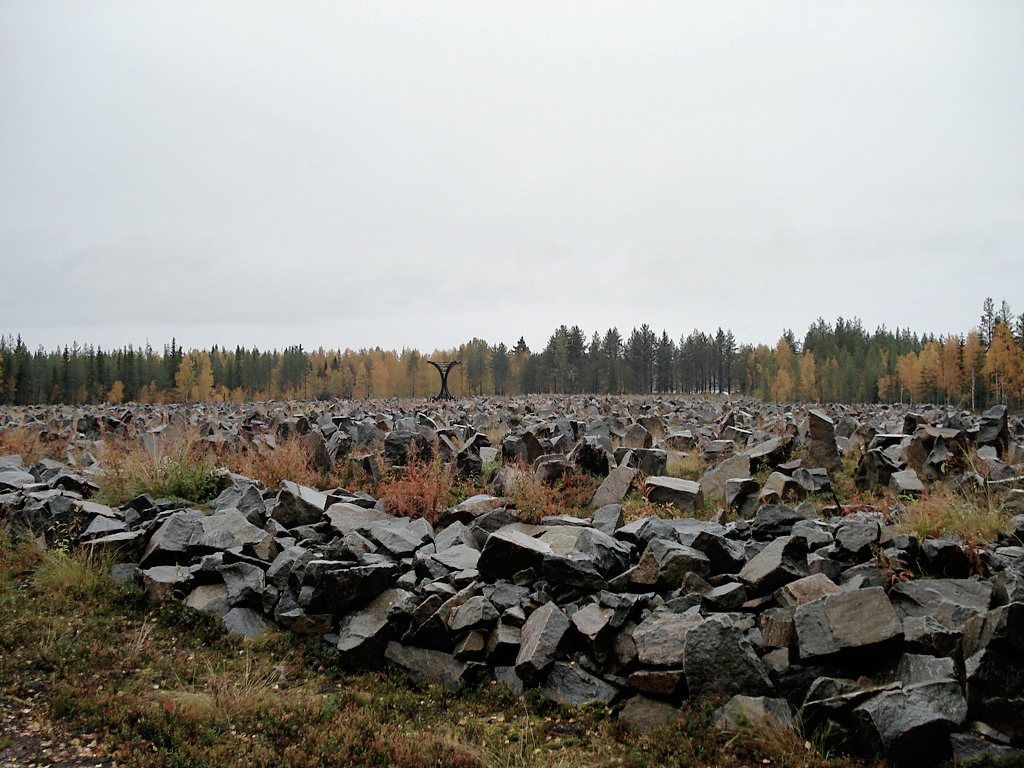
یادواره کشته شدگان نبرد سوموسالمی، هر سرباز یک قطعه سنگ